# Sarah Gailey
Sarah Gailey (Califórnia, 1990) é profissional dos Estados Unidos que escreve romances de fantasia, terror, ficção científica, mistério, contos e histórias em quadrinhos.
Responsável por escrever histórias em quadrinhos, foram publicados Eat the Rich (2021); um arco no universo de Buffy, a Caça-Vampiros, The Vampire Slayer (2022–2023); e outro original, Know Your Station (2022–2023).
Destaque por sua duologia American Hippo, a novela de história alternativa River of Teeth (2017) foi finalista do Prêmio Nebula de 2017 de Melhor Novela, do Prêmio Hugo de 2018 de Melhor Novela, e do Prêmio Locus de 2018 de Melhor Novela. Uma continuação, Taste of Marrow, foi lançada logo depois, com um omnibus publicado no ano seguinte.
Seus romances completos incluem o premiado Magic for Liars (2019), The Echo Wife (2021) e Just Like Home (2022).

## Carreira
As obras de ficção de Gailey foi publicada nas revistas The Atlantic, Tor.com, e Fireside Magazine. Seus escritos de não ficção apareceram em Tor.com, Mashable, The Boston Globe e Uncanny Magazine.
De acordo com o site oficial de Gailey, seu trabalho foi traduzido para sete idiomas diferentes.

### Romances e outros trabalhos
O trabalho de Gailey tem reconhecimento pela duologia American Hippo de 2017, composta pelas novelas River of Teeth e Taste of Marrow. O par de novelas é sobre a hipótese de que os hipopótamos tivessem sido importados para o sul dos Estados Unidos como estoque de alimentos, bem como uma medida de combate ao jacinto-de-água invasor; e é inspirado na proposta da Resolução 23261 (1910) da Câmara. O projeto de lei do congressista da Louisiana Robert F. Broussard é reformulado como um projeto de lei aprovado pelo Congresso e sancionado pelo presidente Buchanan durante seu período de transição em 1861. Anos depois, um grupo de extermínio é contratado para eliminar indivíduos selvagens que mataram os moradores locais. Os personagens principais são notavelmente LGBT ou não binários, e os críticos discutiram a complexidade de suas interações. Foi bem recebido (por seus personagens interessantes, construção criativa do mundo e ação rápida) pelos críticos, que tiveram pequenas queixas com o formato da novela e a extensão estrutural, decisões de transição e a chance perdida de retratar as populações indígenas com precisão.
Upright Woman Wanted, uma novela independente, foi publicada em fevereiro de 2020.
Seu primeiro romance completo, Magic for Liars, foi publicado pela editora Tor Books em junho de 2019. Magic for Liars mergulha na dimensão do crime e do mistério da escrita, ao mesmo tempo que retém aspectos fantásticos da magia, que notavelmente não são amplamente expostos. O BuzzFeed News chamou-a de "uma das melhores fantasias de 2019".
Seu romance de estreia para jovens adultos, When We Were Magic, foi publicado pela editora Simon Pulse em março de 2020.
O segundo romance de Gailey para adultos, The Echo Wife, foi publicado em fevereiro de 2021 pela Tor Books.
Em 2022, Gailey lançou seu terceiro romance para adultos, Just Like Home, publicado em julho pela Tor Books.

### Histórias em quadrinhos
Em agosto de 2021, estreou sua série de quadrinhos originais de cinco edições Eat the Rich.
Posteriormente, seu trabalho com histórias em quadrinhos continuou com um arco de 12 edições de Buffy the Vampire Slayer intitulado The Vampire Slayer (2022–2023) e uma série original de ficção científica intitulada Know Your Station (2022–2023), co-criada com a artista Liana Kangas.

## Vida pessoal
Gailey é originalmente da área da baía de São Francisco, e desde 2019 vive em Los Angeles.
Gailey é uma pessoa de gênero não binário.

## Obras publicadas

### Romances
- Gailey, Sarah (2019). Magic for Liars (em inglês). [S.l.]: Tor Books. ISBN 9781250174611
- Gailey, Sarah (2020). When We Were Magic (em inglês). [S.l.]: Simon Pulse. ISBN 9781534432871
- Gailey, Sarah (2021). The Echo Wife (em inglês). [S.l.]: Tor Books. ISBN 9781250174666
- Gailey, Sarah (2022). Just Like Home (em inglês). [S.l.]: Tor Books. ISBN 9781250174727

### Coletânea de histórias em quadrinhos
- Gailey, Sarah (2022). Eat the Rich (em inglês). [S.l.]: BOOM! Studios. ISBN 9781684158324
- Gailey, Sarah (2023). The Vampire Slayer, Vol. 1 (em inglês). [S.l.]: BOOM! Studios. ISBN 9781684158843
- Gailey, Sarah (2023). The Vampire Slayer, Vol. 2 (em inglês). [S.l.]: BOOM! Studios. ISBN 9781684158935
- Gailey, Sarah (2023). The Vampire Slayer, Vol. 3 (em inglês). [S.l.]: BOOM! Studios. ISBN 9781684159147
- Gailey, Sarah (2023). Know Your Station (em inglês). [S.l.]: BOOM! Studios. ISBN 9781684159963

### Série de novelasAmerican Hippo
- Gailey, Sarah (2017). River of Teeth (em inglês). [S.l.]: Tor Books. ISBN 9780765395221
- Gailey, Sarah (2017). Taste of Marrow (em inglês). [S.l.]: Tor Books. ISBN 9780765395245
- Gailey, Sarah (2018). American Hippo (em inglês). [S.l.]: Tor Books. ISBN 9781250176424

### Outras novelas
- Gailey, Sarah (2017). The Fisher of Bones (em inglês). [S.l.]: Fireside Fiction. ISBN 9780998778327
- Gailey, Sarah (2020). Upright Women Wanted (em inglês). [S.l.]: Tor Books. ISBN 9781250213587

### Contos
| Ano  | Título                                                   | Publicação |
| ---- | -------------------------------------------------------- | --- |
| 2015 | "Stars"                                                  | Gailey, Sarah (outono de 2015). «Stars». The Colored Lens (em inglês) (17)                                                                                     |
| 2015 | "Bargain"                                                | Gailey, Sarah (outubro de 2015). «Bargain». Escape Artists, Inc. Mothership Zeta (em inglês). 1 (1)                                                            |
| 2016 | "Haunted"                                                | Gailey, Sarah (março de 2016). «Haunted». Fireside Magazine (em inglês) (31)                                                                                   |
| 2016 | "Of Blood and Bronze"                                    | Gailey, Sarah (agosto de 2016). «Of Blood and Bronze». Devilfish Review (em inglês) (17)                                                                       |
| 2016 | "Homesick"                                               | Gailey, Sarah (setembro de 2016). «Homesick». Fireside Magazine (em inglês) (36)                                                                               |
| 2016 | "Rescue"                                                 | Gailey, Sarah (outubro de 2016). «Rescue». Escape Artists, Inc. Mothership Zeta (em inglês). 1 (5)                                                             |
| 2017 | "The Art of Asterculture"                                | Gailey, Sarah (10 de maio de 2017). «The Art of Asterculture». Tor.com (em inglês)                                                                             |
| 2017 | "A Lady's Maid"                                          | Gailey, Sarah (maio de 2017). «A Lady's Maid». Barnes & Noble (em inglês)                                                                                      |
| 2017 | "Single Parent"                                          | Gailey, Sarah (junho de 2017). «Single Parent». Escape Artists, Inc. Cast of Wonders (em inglês) (253)                                                         |
| 2017 | "The Fisher of Bones"                                    | Gailey, Sarah (2017). «The Fisher of Bones». Fireside Magazine (em inglês) (46–51)                                                                             |
| 2018 | "STET"                                                   | Gailey, Sarah (outubro de 2018). «STET». Fireside Magazine (em inglês) (60)                                                                                    |
| 2018 | "Bread and Milk and Salt"                                | Gailey, Sarah (7 de novembro de 2018). «Bread and Milk and Salt». Tor.com (em inglês)                                                                          |
| 2018 | "From the Void"                                          | Gailey, Sarah (novembro de 2018). «From the Void». Shimmer (em inglês) (46)                                                                                    |
| 2019 | "Away With the Wolves"                                   | Gailey, Sarah (setembro de 2019). «Away With the Wolves». Uncanny (em inglês)                                                                                  |
| 2019 | "Wild to Covet"                                          | Gailey, Sarah (setembro de 2019). «Wild to Covet». Saga Press. The Mythic Dream (em inglês)                                                                    |
| 2020 | "Drones to Ploughshares"                                 | Gailey, Sarah (4 de fevereiro de 2020). «Drones to Ploughshares». Vice (em inglês)                                                                             |
| 2020 | "We Don't Talk About the Dragon"                         | Gailey, Sarah (junho de 2020). «We Don't Talk About the Dragon». HarperVoyager. The Book of Dragons (em inglês)                                                |
| 2020 | "At the Threshold of Your Bedchamber on the Fifth Night" | Gailey, Sarah (julho de 2020). «At the Threshold of Your Bedchamber on the Fifth Night». Subterranean Press. Subterranean: Tales of Dark Fantasy 3 (em inglês) |
| 2020 | "Tiger Lawyer Gets It Right"                             | Gailey, Sarah (outubro de 2020). «Tiger Lawyer Gets It Right». Titan Books. Escape Pod (em inglês)                                                             |
| 2021 | "I Swim Up From Below"                                   | Gailey, Sarah (setembro de 2021). «I Swim Up From Below». Mermaids Monthly (em inglês) (9)                                                                     |
| 2022 | "I Remember Satellites"                                  | Gailey, Sarah (maio de 2022). «I Remember Satellites». Solaris. Someone in Time (em inglês)                                                                    |

### Obras de não-ficção em destaque
- "This Future Looks Familiar: Watching Blade Runner in 2017". Tor.com (em inglês). outubro de 2017.
- "Impostor/Abuser: Power Dynamics in Publishing". Fireside Magazine (em inglês). março de 2019.

## Prêmios e indicações
| Ano  | Título                            | Prêmio                                     | Categoria                   | Resultado       | Ref         |
| ---- | --------------------------------- | ------------------------------------------ | --------------------------- | --------------- | ----------- |
| 2017 | —                                 | John W. Campbell Award for Best New Writer | —                           | Pré-selecionado | [ 28 ]      |
| 2017 | "The Women of Harry Potter" posts | British Fantasy Award                      | Melhor Não-Ficção           | Pré-selecionado | [ 29 ]      |
| 2017 | "The Women of Harry Potter" posts | Prêmio Hugo                                | Melhor Trabalho Relacionado | Pré-selecionado | [ 28 ]      |
| 2017 | River of Teeth                    | Prêmio Nebula                              | Melhor Novela               | Pré-selecionado | [ 1 ]       |
| 2018 | River of Teeth                    | Hugo Award                                 | Melhor Novela               | Pré-selecionado | [ 2 ] [ 3 ] |
| 2018 | River of Teeth                    | Prêmio Locus                               | Melhor Novela               | Indicado        | [ 2 ] [ 3 ] |
| 2018 | —                                 | Prêmio Hugo                                | Melhor Fan Writer           | Pré-selecionado | [ 2 ]       |
| 2019 | "STET"                            | Prêmio Hugo                                | Melhor Conto                | Pré-selecionado | [ 30 ]      |
| 2019 | "STET"                            | Prêmio Locus                               | Melhor Conto                | Indicado        | [ 31 ]      |
| 2020 | "Away With the Wolves"            | Prêmio Hugo                                | Melhor Novela curta         | Pré-selecionado | [ 32 ]      |
| 2020 | Magic for Liars                   | Prêmio Locus                               | Primeiro Romance            | Indicado        | [ 33 ]      |
| 2021 | Upright Women Wanted              | Prêmio Hugo                                | Melhor Novela               | Pré-selecionado | [ 34 ]      |
| 2021 | Upright Women Wanted              | Prêmio Locus                               | Melhor Novela               | Indicado        | [ 35 ]      |